# Vila Nova de Paiva
Pour l’article homonyme, voir Vila Nova de Paiva (freguesia).
Vila Nova de Paiva est une municipalité (en portugais : concelho ou município) du Portugal, située dans le district de Viseu et la région Centre.

## Géographie
Vila Nova de Paiva est limitrophe :
- au nord, de Tarouca,
- à l'est, de Moimenta da Beira,
- à l'est et au sud, de Sátão,
- au sud-ouest, de Viseu,
- à l'ouest et au nord, de Castro Daire.

## Histoire
La municipalité a porté le nom de « Fráguas » jusqu'en 1883, date à laquelle le chef-lieu a été transféré de Fráguas à Vila Nova de Paiva.

## Démographie
| 1801 | 1849  | 1900  | 1930  | 1960  | 1981  | 1991  | 2001  | 2004  |
| ---- | ----- | ----- | ----- | ----- | ----- | ----- | ----- | ----- |
| 704  | 4 686 | 6 954 | 7 400 | 8 931 | 6 420 | 6 088 | 6 141 | 6 319 |

| 2011  | - | - | - | - | - | - | - | - |
| ----- | - | - | - | - | - | - | - | - |
| 5 176 | - | - | - | - | - | - | - | - |

## Subdivisions

Carte des paroisses de Vila Nova de Paiva.

Depuis la loi no 11-A/2013 du 28 janvier 2013, portant réorganisation administrative du territoire des freguesias, la municipalité de Vila Nova de Paiva groupe 5 paroisses (freguesia en portugais) contre 7 auparavant :
- Pendilhe
- Queiriga
- Touro
- Vila Cova à Coelheira
- Vila Nova de Paiva, Alhais e Fráguas (fusion de Vila Nova de Paiva, Alhais et Fráguas)

## Jumelage
Jumelage
- Orsay (France) depuis 2008